# Mama, ne gorjuj
Mama, ne gorjuj (russisk: Мама, не горюй) er en russisk spillefilm fra 1998 af Maksim Pezjemskij.

## Medvirkende
- Andrej Panin
- Gosja Kutsenko som Artur
- Nikolaj Tjindjajkin som Aleksej Ivanovitj
- Jevgenij Sidikhin som Zubek
- Sergej Veksler som Rinat